# Гафвей (Міссурі)
Гафвей (англ. Halfway) — селище (англ. village) в США, в окрузі Полк штату Міссурі. Населення — 151 особа (2020).

## Географія
Гафвей розташований за координатами 37°37′8″ пн. ш. 93°14′26″ зх. д. / 37.61889° пн. ш. 93.24056° зх. д. (37.618804, -93.240518).  За даними Бюро перепису населення США в 2010 році селище мало площу 5,54 км², з яких 5,54 км² — суходіл та 0,00 км² — водойми.

## Демографія
Згідно з переписом 2010 року, у селищі мешкали 173 особи в 61 домогосподарстві у складі 47 родин. Густота населення становила 31 особа/км².  Було 77 помешкань (14/км²).
Расовий склад населення:
| - 93,6 % — білих - 1,7 % — осіб інших рас |

До двох чи більше рас належало 4,6 %. Частка іспаномовних становила 3,5 % від усіх жителів.
За віковим діапазоном населення розподілялося таким чином: 27,2 % — особи молодші 18 років, 59,5 % — особи у віці 18—64 років, 13,3 % — особи у віці 65 років та старші. Медіана віку мешканця становила 36,1 року. На 100 осіб жіночої статі у селищі припадало 78,4 чоловіків;  на 100 жінок у віці від 18 років та старших — 77,5 чоловіків також старших 18 років.
Середній дохід на одне домашнє господарство  становив 33 762 долари США (медіана — 30 625), а середній дохід на одну сім'ю — 42 996 доларів (медіана — 40 313). Медіана доходів становила 36 875 доларів для чоловіків та 23 929 доларів для жінок. За межею бідності перебувало 19,8 % осіб, у тому числі 33,3 % дітей у віці до 18 років та 8,1 % осіб у віці 65 років та старших.
Цивільне працевлаштоване населення становило 53 особи. Основні галузі зайнятості: освіта, охорона здоров'я та соціальна допомога — 28,3 %, транспорт — 15,1 %, роздрібна торгівля — 11,3 %, виробництво — 11,3 %.